# شییومانا
شییومانا (به صربی: Šiljomana) یک منطقهٔ مسکونی در صربستان است که در بلاتسه واقع شده‌است. شییومانا ۱۱۰ نفر جمعیت دارد.